# Polynom
Polynom (též mnohočlen) je výraz ve tvaru
{\displaystyle p(x)=\sum _{i=0}^{n}{a_{i}x^{i}}=a_{0}+a_{1}x+a_{2}x^{2}+\cdots +a_{n}x^{n}},
kde {\displaystyle a_{n}\neq 0}. Čísla {\displaystyle a_{0},a_{1},...,a_{n}} se nazývají koeficienty polynomu.

## Stupeň polynomu
Stupněm polynomu p(x) rozumíme nejvyšší exponent proměnné x s nenulovým koeficientem, značíme jej st. p(x) nebo deg p(x). Stupeň kvadratického polynomu (např. p(x) = x2 – 3x) je tedy 2, stupeň konstantního polynomu (např. p(x) = 7) je 0. Pro nulový polynom (p(x) = 0) se jeho stupeň definuje deg p(x) = {\displaystyle -\infty }.

## Příklady polynomů
- {\displaystyle p(x)=8x+3} je polynom 1. stupně (lineární polynom)
- {\displaystyle p(x)=3x^{2}+2x-2} je polynom 2. stupně (kvadratický polynom)
- {\displaystyle p(x)=3x^{3}-8x} je polynom 3. stupně (kubický polynom)

## Operace s polynomy
Mějme polynom {\displaystyle n}-tého stupně {\displaystyle f(x)=\sum _{i=0}^{n}a_{i}x^{i},a_{n}\neq 0}, a polynom {\displaystyle m}-tého stupně {\displaystyle g(x)=\sum _{i=0}^{m}b_{i}x^{i},b_{m}\neq 0}.
- Oba polynomy se vzájemně rovnají, tzn. {\displaystyle f(x)=g(x)} pro všechna {\displaystyle x} pouze tehdy, je-li {\displaystyle n=m} a pro každé {\displaystyle i=1,2,...,n} platí {\displaystyle a_{i}=b_{i}}.

- Sečtením polynomů {\displaystyle f(x)} a {\displaystyle g(x)} získáme polynom

{\displaystyle h(x)=f(x)+g(x)=\sum _{i=0}^{r}(a_{i}+b_{i})x^{i}},
kde {\displaystyle r=max(n,m)}. Stupeň výsledného polynomu je {\displaystyle \leq r}. (Odpovídající koeficienty polynomů {\displaystyle f(x)} a {\displaystyle g(x)} mohou v součtu dávat 0.)
- Součin polynomů {\displaystyle f(x),g(x)} je polynom {\displaystyle f(x)\cdot g(x)}, který získáme vzájemným vynásobením jednotlivých členů obou polynomů, přičemž stupeň nového polynomu je {\displaystyle s=n+m}.

- Platí tedy, že {\displaystyle \sum _{i=0}^{n}a_{i}x^{i}\cdot \sum _{i=0}^{m}b_{i}x^{i}=\sum _{i=0}^{n+m}(\sum _{j=0}^{i}a_{j}\cdot b_{i-j})x^{i}}.

- Je-li kde {\displaystyle n\geq m}, pak existují právě dva polynomy {\displaystyle r(x),s(x)} takové, že platí

{\displaystyle f(x)=g(x)r(x)+s(x)}
kde {\displaystyle s(x)} má stupeň menší než {\displaystyle m} nebo je nulovým polynomem. Pokud {\displaystyle s(x)} je nulový polynom, pak říkáme, že polynom {\displaystyle f(x)} je dělitelný polynomem {\displaystyle g(x)}.
- Polynomy tvoří vektorový prostor.

### Hornerovo schéma
Polynom {\displaystyle p(x)=\sum _{i=0}^{n}{a_{i}x^{i}}} lze zapsat ve tvaru
{\displaystyle p(x)=(...((a_{n}x+a_{n-1})x+a_{n-2})x+...+a_{1})x+a_{0}}
Tento zápis lze využít k výpočtu hodnoty polynomu {\displaystyle p(x)} v bodě {\displaystyle x} postupem, který bývá označován jako Hornerovo schéma. Zapíšeme-li
{\displaystyle c_{n}=a_{n}},
{\displaystyle c_{n-1}=c_{n}x+a_{n-1}},
{\displaystyle c_{n-2}=c_{n-1}x+a_{n-2}},
…
{\displaystyle c_{0}=c_{1}x+a_{0}},
pak poslední číslo {\displaystyle c_{0}} představuje právě hodnotu polynomu {\displaystyle p(x)} v bodě {\displaystyle x}.

### Příklady
- Mějme polynomy {\displaystyle f(x)=x^{4}-x}, {\displaystyle g(x)=x^{3}-2x+1}

{\displaystyle f(x)+g(x)=x^{4}-x+x^{3}-2x+1=x^{4}+x^{3}-3x+1}
{\displaystyle f(x)\cdot g(x)=(x^{4}-x)(x^{3}-2x+1)=x^{7}-2x^{5}+x^{4}-x^{4}+2x^{2}-x=x^{7}-2x^{5}+2x^{2}-x}
- Pokusme se zjistit, zda je polynom {\displaystyle f(x)=x^{4}-3x^{2}+2x+1} dělitelný polynomem {\displaystyle g(x)=x^{2}+1}.

Vydělíme člen s nejvyšší mocninou polynomu {\displaystyle f(x)} členem s nejvyšší mocninou polynomu {\displaystyle g(x)}, tzn. {\displaystyle {\frac {x^{4}}{x^{2}}}=x^{2}}. První člen polynomu {\displaystyle r(x)} tedy bude {\displaystyle x^{2}}. Tímto členem vynásobíme polynom {\displaystyle g(x)} (dostaneme tedy {\displaystyle x^{4}+x^{2}}) a výsledek odečteme od polynomu {\displaystyle f(x)}, čímž získáme nový polynom {\displaystyle f_{1}(x)=f(x)-(x^{4}+x^{2})=-4x^{2}+2x+1}.
Nejvyšší člen polynomu {\displaystyle f_{1}(x)} opět dělíme nejvyšším členem polynomu {\displaystyle g(x)}, tzn. {\displaystyle {\frac {-4x^{2}}{x^{2}}}=-4}, tzn. další člen polynomu {\displaystyle r(x)} je {\displaystyle -4}. Tímto členem opět násobíme polynom {\displaystyle g(x)}, tzn. získáme {\displaystyle -4x^{2}-4}, a výsledek odečteme od polynomu {\displaystyle f_{1}(x)}. Získáme nový polynom {\displaystyle f_{2}(x)=2x+5}.
Stupeň polynomu {\displaystyle f_{2}(x)} je však nižší než stupeň polynomu {\displaystyle g(x)}, proto již nelze pokračovat v dělení. Polynom {\displaystyle f_{2}(x)} tedy odpovídá polynomu {\displaystyle s(x)}.
Výsledek tedy je
{\displaystyle f(x)=x^{4}-3x^{2}+2x+1=g(x)r(x)+s(x)=(x^{2}+1)(x^{2}-4)+(2x+5)},
tzn. {\displaystyle r(x)=x^{2}-4} a {\displaystyle s(x)=2x+5}.
Vzhledem k tomu, že {\displaystyle s(x)\neq 0}, není polynom {\displaystyle f(x)} dělitelný polynomem {\displaystyle g(x)}.

## Kořen polynomu
Číslo {\displaystyle \alpha } se nazývá kořen polynomu {\displaystyle p(x)}, jestliže platí
{\displaystyle p(\alpha )=0}
Této skutečnosti, společně se základní větou algebry, se využívá při řešení algebraických rovnic.

### Vlastnosti
- Je-li {\displaystyle \alpha } kořenem polynomu {\displaystyle p(x)} stupně {\displaystyle n\geq 1}, pak

{\displaystyle p(x)=(x-\alpha )g(x)},
kde {\displaystyle g(x)} je polynom stupně {\displaystyle n-1}.
- Z předchozího plyne, že pokud je známo pouze {\displaystyle k} kořenů polynomu {\displaystyle n}-tého stupně, můžeme opakovaným použitím předchozího rozkladu rozložit libovolný polynom {\displaystyle p(x)} na součin kořenových činitelů, které obsahují známé kořeny polynomu, a polynomu {\displaystyle g(x)} stupně {\displaystyle n-k}, tzn.

{\displaystyle p(x)=(x-\alpha _{1})(x-\alpha _{2})\cdots (x-\alpha _{k})g(x)},
kde {\displaystyle \alpha _{i}} představují známé kořeny polynomu {\displaystyle p(x)}. Pro nalezení zbývajících kořenů polynomu {\displaystyle p(x)} stačí hledat pouze kořeny polynomu {\displaystyle g(x)}, tzn. řešit rovnici {\displaystyle g(x)=0}, neboť tyto kořeny jsou také zbývajícími kořeny polynomu {\displaystyle p(x)}. Polynom {\displaystyle g(x)} získáme z polynomu {\displaystyle p(x)} jeho vydělením výrazem {\displaystyle (x-\alpha _{1})\cdots (x-\alpha _{k})}.

### Rozklad na kořenové činitele
- Důsledkem předchozí vlastnosti je skutečnost, že každý polynom {\displaystyle p(x)} stupně {\displaystyle n\geq 1} lze zapsat ve tvaru

{\displaystyle p(x)=a_{n}(x-\alpha _{1})(x-\alpha _{2})\cdots (x-\alpha _{n})},
kde {\displaystyle \alpha _{1},\alpha _{2},...,\alpha _{n}} jsou kořeny polynomu {\displaystyle p(x)}. Členy {\displaystyle (x-\alpha _{i})} označujeme jako kořenové činitele. Ke každému polynomu existuje pouze jediný součin kořenových činitelů (pořadí jednotlivých kořenových činitelů v součinu není důležité).

### Násobnost kořene
- Jestliže se v rozkladu na kořenové činitele vyskytují někteří kořenoví činitelé vícekrát, můžeme psát

{\displaystyle f(x)=a_{n}(x-\alpha _{1})^{k_{1}}\cdot (x-\alpha _{2})^{k_{2}}\cdot ...\cdot (x-\alpha _{n})^{k_{n}}},
kde {\displaystyle k_{1}+k_{2}+...+k_{n}=n}, přičemž {\displaystyle k_{i}} jsou přirozená čísla. Čísla {\displaystyle k_{i}} určují násobnost kořene {\displaystyle \alpha _{i}}, tzn. kolikrát se kořen {\displaystyle \alpha _{i}} vyskytuje v řešení polynomu.
- Pokud má polynom stupně {\displaystyle n\geq 1} s reálnými koeficienty {\displaystyle k}-násobný kořen {\displaystyle \alpha =a+ib}, má také {\displaystyle k}-násobný kořen {\displaystyle {\overline {\alpha }}=a-ib}. To má za následek, že každý takový polynom je dělitelný polynomem {\displaystyle (x-\alpha )(x-{\overline {\alpha }})=x^{2}-2xa+(a^{2}+b^{2})}.

- Podle předchozího tvrzení lze každý polynom {\displaystyle p(x)} stupně {\displaystyle n\geq 1} s reálnými koeficienty vyjádřit jako součin reálného čísla {\displaystyle a_{n}}, reálných kořenových činitelů {\displaystyle x-\alpha _{i}} a reálných trojčlenů {\displaystyle x^{2}+p_{i}x+q_{i}}, splňujících podmínku {\displaystyle p_{i}^{2}-4q_{i}<0}, tzn.

{\displaystyle p(x)=a_{n}x^{n}+a_{n-1}x^{n-1}+...+a_{2}x^{2}+a_{1}x+a_{0}=a_{n}(x-\alpha _{1})(x-\alpha _{2})\cdots (x-\alpha _{k})(x^{2}+p_{1}x+q_{1})(x^{2}+p_{2}x+q_{2})\cdots (x^{2}+p_{m}x+q_{m})},
kde {\displaystyle \alpha _{1},...,\alpha _{k},p_{1},...,p_{m},q_{1},...,q_{m}} jsou reálná čísla, přičemž je splněna podmínka {\displaystyle k+2m=n}.
Také v předchozím rozkladu se někteří kořenoví činitelé mohou vyskytovat vícenásobně, tzn.
{\displaystyle p(x)=a_{n}(x-\alpha _{1})^{u_{1}}\cdots (x-\alpha _{s})^{u_{s}}(x^{2}+p_{1}x+q_{1})^{v_{1}}\cdots (x^{2}+p_{r}x+q_{r})^{v_{r}}},
kde {\displaystyle u_{1}+u_{2}+...+u_{s}=k} určuje počet reálných kořenů polynomu a {\displaystyle v_{1}+v_{2}+...+v_{r}=m} je polovina z celkového počtu všech komplexních kořenů polynomu.
- Z předchozího zápisu plyne, že každý polynom lichého stupně s reálnými koeficienty má alespoň jeden reálný kořen.

- Pokud jsou {\displaystyle \alpha _{1},\alpha _{2},...,\alpha _{n}} kořeny polynomu {\displaystyle p(x)=a_{n}x^{n}+a_{n-1}x^{n-1}+...+a_{1}x+a_{0}}, potom pro tyto kořeny platí následující vztahy

{\displaystyle \alpha _{1}+\alpha _{2}+...+\alpha _{n}=-a_{n-1}}
{\displaystyle \alpha _{1}\alpha _{2}+\alpha _{1}\alpha _{3}+...+\alpha _{1}\alpha _{n}+\alpha _{2}\alpha _{3}+...+\alpha _{2}\alpha _{n}++\alpha _{n-1}\alpha _{n}=a_{n-2}}
…
{\displaystyle \alpha _{1}\alpha _{2}\cdots \alpha _{n}=(-1)^{n}a_{0}}

## Derivace polynomu
- Derivací polynomu {\displaystyle \sum _{i=0}^{n}a_{i}x^{i}} rozumíme polynom tvaru {\displaystyle \sum _{i=1}^{n}a_{i}\cdot ix^{i-1}}. Derivaci značíme {\displaystyle f} '

(Pozn. Derivací nulového polynomu je nulový polynom.)
- n-tou derivací rozumíme výraz definovaný pomocí indukce

{\displaystyle f\ ^{(1)}=f} '
{\displaystyle f\ ^{(n)}=(f^{(n-1)})} '

### Souvislost derivace a násobnosti kořene
Číslo {\displaystyle \alpha } je k-násobný kořen polynomu právě tehdy, když je kořenem polynomu a jeho derivací až do řádu {\displaystyle k-1} (a není kořenem derivace řádu {\displaystyle k}).

## Polynom dvou proměnných
Funkci {\displaystyle P} dvou proměnných {\displaystyle x\in R,y\in R} označíme jako polynom, pokud existují přirozená čísla {\displaystyle n,m} a konstanty {\displaystyle a_{ij}} takové, že platí
{\displaystyle P(x,y)=\sum _{i=0}^{n}\sum _{j=0}^{m}a_{ij}x^{i}y^{j}}.